# Туман, Пауль
Пауль Ту́ман (нем. Paul Thumann; 5 октября 1834, Грос-Шаксдорф-Зиммерсдорф — 19 февраля 1908, Берлин) — немецкий художник.

## Биография
Пауль Туман родился в семье сельского учителя. В 1855—1856 годах он обучается в Прусской академии художеств в Берлине, а затем до 1860 года работает в мастерской живописца Юлиуса Хюбнера в Дрездене. После двухлетнего пребывания в Лейпциге художник продолжал учёбу в веймарской Саксонской великогерцогской школе искусств у профессора Фердинанда Паувелса. В 1866 году П. Туман стал профессором этой художественной школы. Во время Франко-прусской войны в 1870—1871 годах художник был призван на службу и находился как рисовальщик при штабе 3-й германской армии. В 1872 он на преподавательской работе в Дрездене, в 1875—1887 годах — профессор в берлинской Академии художеств. В 1862 году П. Туман совершил путешествие по Венгрии и Трансильвании, в 1865 — по Италии, затем посетил Францию, Бельгию и Англию. В 1887—1891 годах художник проживал в Италии. В 1892 году он унаследовал мастерскую художника, профессора живописи Юлиуса Шрадера.
Пауль Туман известен в первую очередь как художник-портретист и книжный иллюстратор. Его рисунки украшали издания произведений Иоганна Вольфганга Гёте, Альфреда Теннисона, Адальберта фон Шамиссо, Роберта Гамерлинга, Генриха Гейне. Эти иллюстрации художника отличались изяществом и тонкостью линий, прелестью изоборажённых человеческих и поэтических образов. Стилистически эти работы близки к популярному на рубеже XIX—XX веков модерну. Писал также картины на историческую, религиозную и мифологическую тематику (св. Хедвига, пять картин из жизни Лютера, Крещение Виттекинда, Возвращение германцев-херусков после битвы в Тевтобургском лесу, Три парки и др.). Оставил после себя ряд портретов-голов обучавшихся у него студентов. В течение ряда лет иллюстрировал журнал «Садовая листва» («Die Gartenlaube»).
В 1860 году Пауль Туман вступил в брак с английской дворянкой. Одна из его дочерей впоследствии вышла замуж за брата английского поэта Алджернона Суинбёрна.

## Галерея

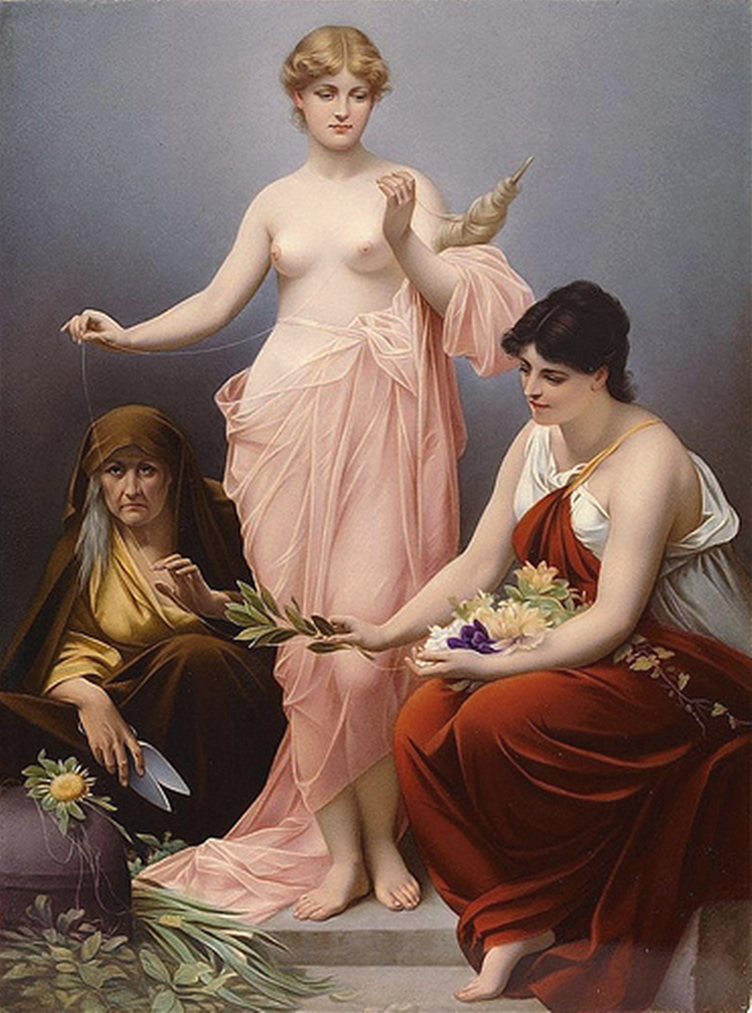
Три парки
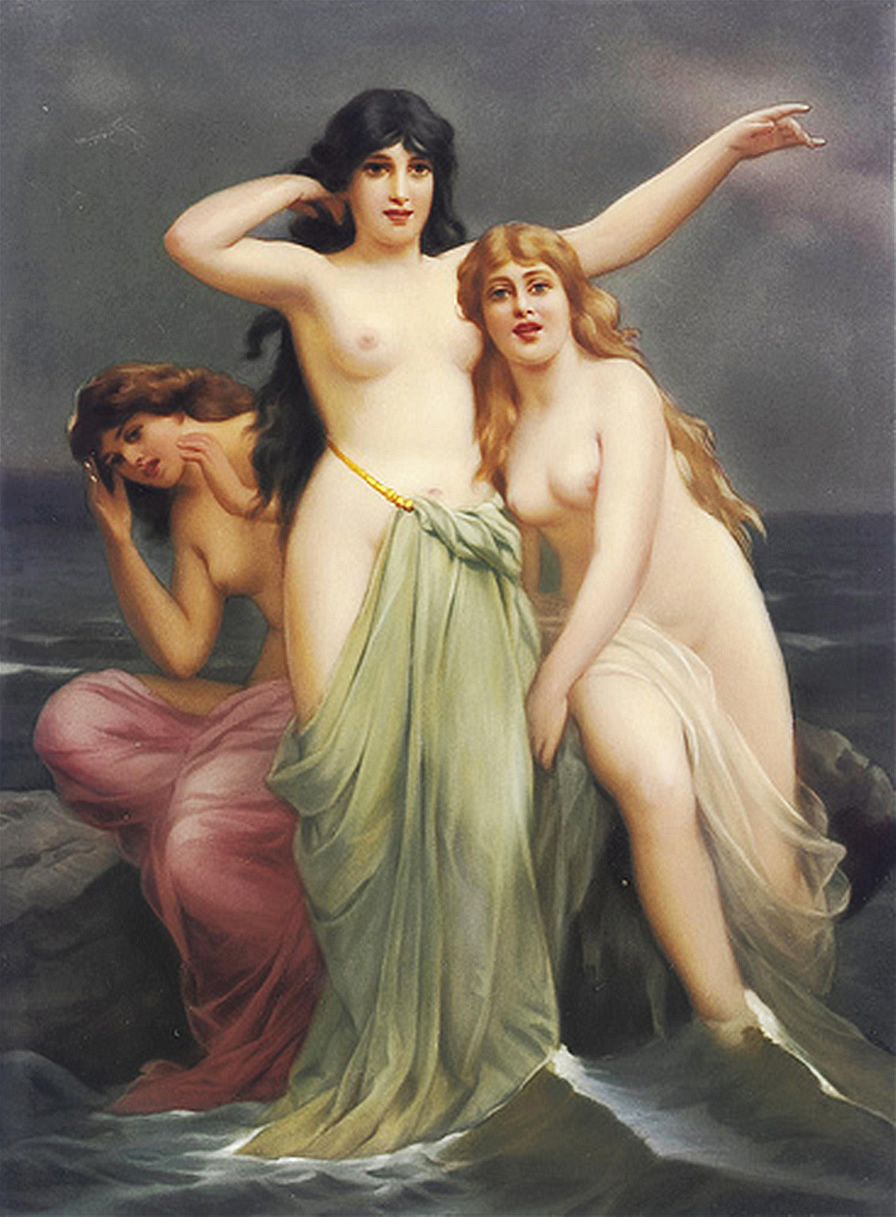
Наяды
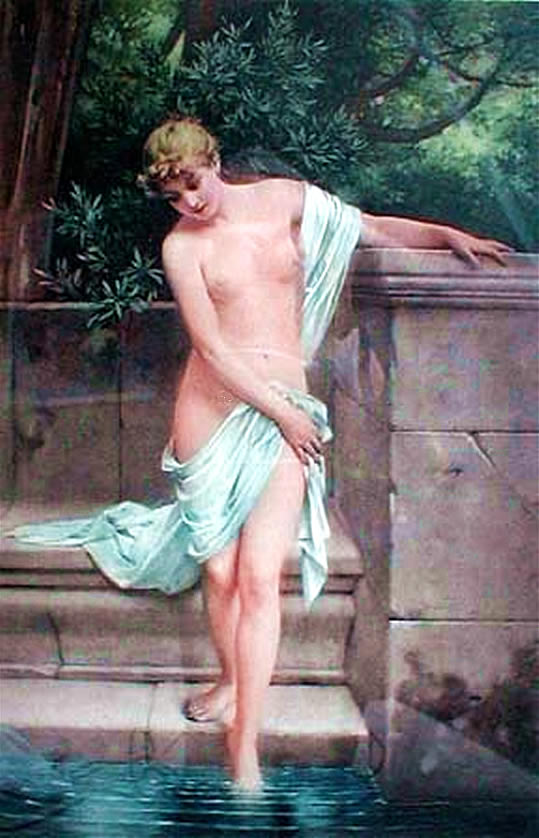
Купальщица
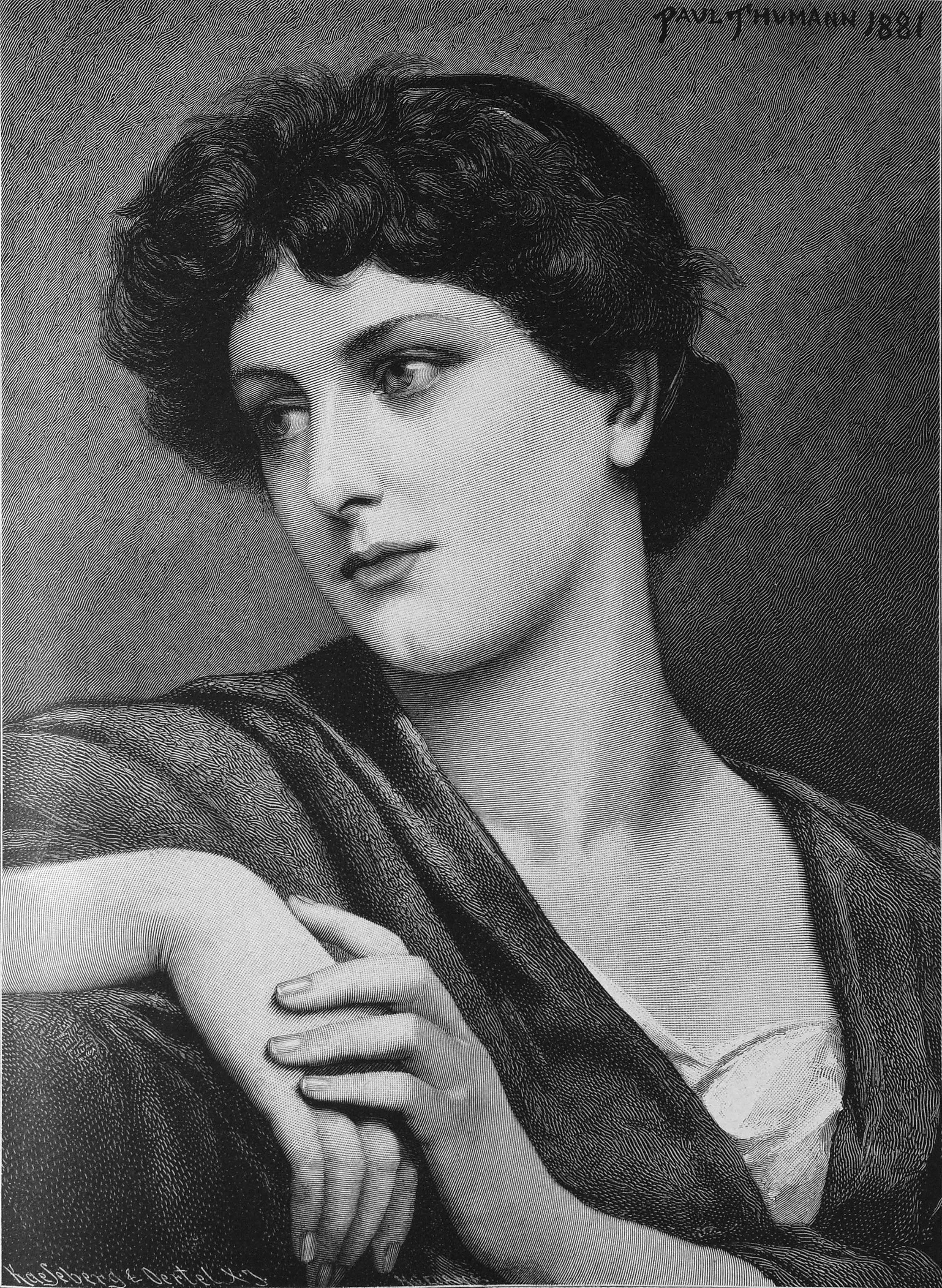
Женский портрет (1882)
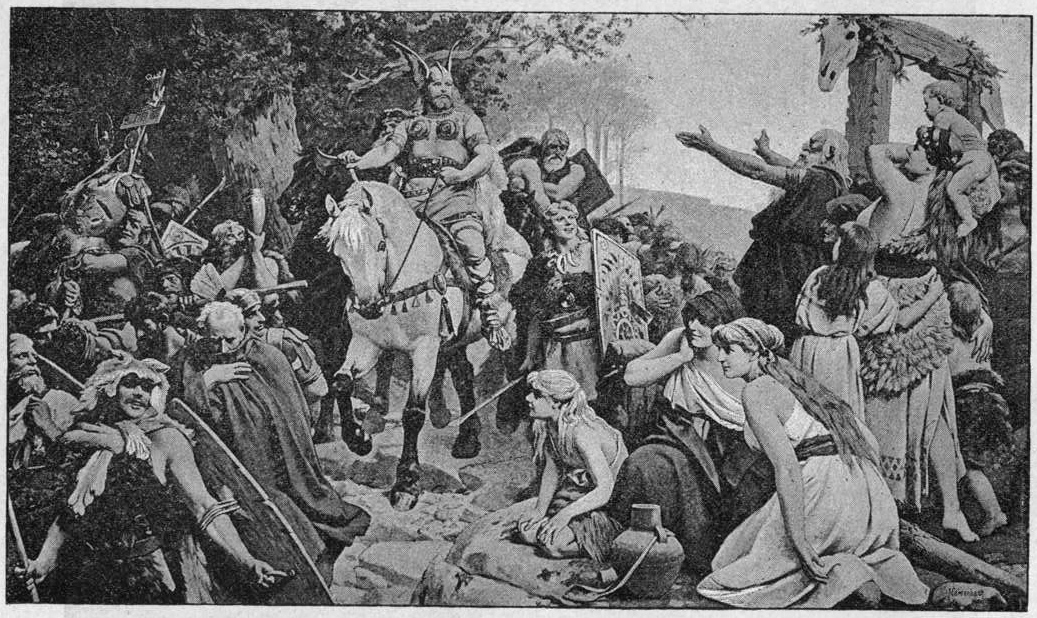
Возвращение германцев-херусков после битвы в Тевтобургском Лесу (1883)